# Sneakerhead
Sneakerhead é o termo que designa adeptos da cultura urbana Sneaker (do inglês, tênis). A maior parte destes são jovens do sexo masculino têm admiração por tênis. Alguns são colecionadores, outros artistas que personalizam os tênis. Uma vez que existem tênis de pouca tiragem, a grande maioria dos sneakerheads são aficionados por tais modelos semi-exclusivos. Nascida nos Estados Unidos da América, a cultura Sneaker alcançou a Europa na década de 1980 e nos anos 90 e 2000 se espalhou por todo o mundo. Os primeiros sneakerheads do Brasil surgiram em meados da década de 1990, sendo tal cultura ainda pouco expressiva no país.
Os tênis usados por sneakerheads foram primariamente criados para atender às necessidades de atletas de esportes específicos, como tênis e basquete, mas que acabaram sendo incorporados no vestuário do cotidiano depois de serem expostos à grande mídia por personagens icônicos destes esportes.
Percebendo o fenômeno, algumas grandes marcas, como Nike e Adidas, deram início a lançamentos de produtos exclusivos ou edições limitadas nos anos 80, estimulando consumidores a adquirir calçados raros. Atualmente existem lojas especializadas em vender as edições de lançamento das marcas famosas. Destacam-se os pares de tênis confeccionados com materiais exóticos ou de valor elevado.
Os modelos de pouca tiragem, exclusivos ou com histórias curiosas são comprados somas vultuosas. No Brasil, a customização dos tênis cresceu paralelamente à cultura Sneaker, principalmente entre aqueles que não podiam ou não queriam gastar muito com tênis. Assim, através de pinturas, laços em cadarços e trabalhos artesanais nos calçados, o brasileiro se aproveitou da onda de sua própria maneira.

## História
O nascimento da cultura Sneaker ocorreu por volta do fim da década de 1980 e pode ser atribuído a duas principais fontes, o basquete e a música hip hop. A explosão, nos Estados Unidos da América, de tênis especialmente projetados para o basquete no final da década de 1980 proporcionou uma completa variedade de tênis necessária ao início dessa subcultura, enquanto que o movimento hip hop deu símbolos de status e valor aos sneakerheads nas ruas.

### Origem do termo
Sneaker é uma palavra de origem inglesa que significa “tênis”. O criador desta palavra foi o americano Henry Nelson McKinney, um publicitário da N.W. Ayer and Son. Ela deriva do verbo sneak que significa “enfiar-se, escapar, esquivar-se, alcaguetar, entregar, dedurar, roubar, carregar".
Esta nomenclatura é compatível com a cultura sneaker pois, graças à sola feita de borracha dos tênis, o som da passada diminuiu e a versatilidade dos movimentos cresceu. O tênis deu essa característica ao andar e, assim, o nome foi associado à função: sneaker.
O método de fabricação, no entanto, era antigo. O primeiro calçado feito com sola de borracha chamado de “plimsoll” foi feito no final do século XIX nos Estados Unidos. Charles Goodyear (dono da Goodyear Metallic Rubber Shoe Company) descobriu e patenteou o processo de vulcanização, que consiste em adicionar calor à borracha e fazê-la derreter se unindo com tecidos ou outros pedaços de borracha. O resultado faz com que as partes se grudem de uma maneira uniforme e muito forte. Sua fama popularesca, entretanto, veio através da música e do esporte no fim do século seguinte.

### "My Adidas"
Na década de 1980 a Adidas era pouco conhecida nos EUA por ser uma empresa alemã. Devido ao estilo da borracha na parte frontal do Adidas Superstar, o par ficou conhecido como "Shell Toes" (Dedões de Concha) ou "Shell Shoes" (Tênis de Concha) entre os usuários.
Os integrantes do grupo de hip hop Run DMC adotaram o tênis como estilo. O conjnuto usava os Superstars sem cadarços e uma polêmica se instaurou, pois tênis sem cadarços eram comum nas prisões americanas da época, de forma que outro apelido foi dado ao calçado: "Felon Shoes", ou "tênis de criminoso". A situação motivou até mesmo J. Deas, do Creative Funk, a escrever a música "Felon Sneakers" em protesto e crítica a ao uso do Superstar sem cadarços.
Após isso, para responder a música de J. Deas, o Run DMC escreveu a música "My Adidas". Em meio a esse caldeirão cultural, boa parte dos admiradores do hip hop passaram a adquirir um par de Superstars. O empresário do Run DMC, Lyor Cohen, juntamente com Joseph "DJ Run" Simmons, perceberam que podiam fazer dinheiro com o fenômeno. Os dois convidaram executivos da Adidas para um show do Run DMC em Nova York. Quando estes chegaram, viram o público de adolescentes usando os Superstars. Quando Run, antes de começar a cantar "My Adidas", pegou o seu Superstar, o levantou ao ar com a mão e disse: "Quem está usando Adidas, deixe eu ver!", a multidão respondeu: todos levantaram seus Adidas em reverência ao grupo e ao tênis.
O Run DMC fechou um contrato de US$ 1 milhão com a Adidas e a partir de então outras marcas esportivas também começaram a dar atenção à publicidade por meio da música, esportes e da televisão. Era o nascimento da cultura Sneaker.

### Evolução da cultura
Nos anos 90, o streetwear (modo mais desleixado de se vestir) ganhou relevância na moda mantendo os tênis como tendência casual, conquistando mais adeptos. O número de variedades de modelos cresceu vertiginosamente.
Em 2005, a Nike fez uma campanha em parceria com o cineasta Tim Burton e lançou uma série limitada de um modelo inspirado no filme “A Noiva-Cadáver”, que foi sorteado entre os fãs em um site nos Estados Unidos. Para ficar com o cobiçado par da marca esportiva americana era preciso acertar uma série de perguntas sobre os filmes do diretor e depois ter a sorte de ser escolhido.
Recentemente os artistas passaram a fazer parte do processo de fabricação dos tênis e de seu design. Em 2015, os pares de tênis Yeezy Boost 350, desenhados por Kanye West para a Adidas, foram vendidos no site americano e-Bay pela bagatela de US$ 10 mil o par, R$ 31 mil à época. O calçado, que custa originalmente US$ 200 (ou cerca de R$ 620), esgotou em apenas 15 minutos após seu lançamento nas lojas oficiais e online dos Estados Unidos.
O rapper é um colecionador assumido e chega a desenvolver modelos exclusivos para seus shows. Em um dos seus lançamentos, o cantor lançou, em parceria com a Nike, o modelo "Red October", em comemoração aos 10 anos do primeiro álbum. Acabaram em 11 minutos e chegou a ser vendido no Ebay pela bagatela de R$ 40 milhões! No momento o rapper está assinando com a marca alemã Adidas, sua quinta coleção chamada de Yeezy Season 5, que acaba sendo apresentada nas semanas de moda das principais cidades do circuito fashion.

## Sneakerheads no Brasil
Por aqui, a onda chegou nos anos 2000. Em 2007, o marco disso foi a estreia do site SneakersBR, o maior do gênero no Brasil até hoje. Quase 10 anos depois, grandes marcas já enxergam no mercado brasileiro uma fonte de lucros e, por conta disso, lançam muitos tênis exclusivos no país. Inclusive diversos lançamentos no Brasil causam filas gigantescas onde muitos colecionadores passam a noite inteira em busca do par desejado. Há até mesmo pelo menos uma empresa como a DNS Grifes e Marcas, que intermedeia a compra dos sneakers indo até os Estados Unidos, espera nas filas pelos fãs e compra os artigos raros para trazer até o Brasil.
A cena no Brasil está crescendo com colecionadores se importando mais com esse tipo de cultura e algumas reportagens na grande mídia tratam o assunto como uma manifestação curiosa e com potencial. Sem a presença destas empresas, muitos sneakerheads brasileiros passaram até oito dias dormindo na rua para adquirir um tênis. Essa dificuldade motivou também o surgimento de marcas brasileiras de customização dos tênis. Apesar de sofrerem muita influência da cultura de rua norte-americana, as marcas locais misturam com aspectos da cultura regional.

## Laços em cadarços
A disposição dos cadarços também é valorizada pelos sneakerheads. As combinações são praticamente infinitas. No entanto, o australiano Ian Fieggen calculou a quantidade de possibilidades. Segundo ele o número de diferentes arranjos que podem ser feitos em um tênis com 12 furos (6 de cada lado) é de 1,961,990,553,600. Ou seja, quase 2 trilhões de maneiras diferentes de arrumar o cadarço.

## Partes de um sneaker
Os sneakerheads identificam as várias partes de um sneaker por apelidos e nomes técnicos. Abaixo, a configuração básica de um sneaker:
1 - Cabedal (em inglês Upper): É a parte principal do sneaker, onde se encontram os logotipos das marcas e é responsável pela junção de todas as outras partes (painel frontal, painel lateral e painel traseiro) para ser costurada na entressola. O cabedal dá respirabilidade e estabilidade.
2 - Entressola (em inglês Midsole): É aqui que o cabedal é costurado. Fica entre a sola e a palmilha. Responsável por conforto, amortecimento, respirabilidade e suporte ao pé.
3 - Sola (em inglês Outsole): O solado é o que fica em contato com o solo. Sempre feita de uma borracha mais durável e possui diferentes padrões estéticos, dependendo do tipo de calçado.
4 - Palmilha (em inglês Insole): Espécie de "sola interna", é responsável por dar amortecimento e suporte ao arco do pé.
5 - Biqueira (em inglês Toe Box): Onde ficam os dedos do pé na parte frontal do calçado.
6 - Colar (em inglês Ankle Collar): O revestimento acolchoado ao redor do tornozelo que disponibiliza conforto.
7 - Forro (em inglês Lining): Cobertura aveludada interna do calçado.
8 - Língua (em inglês Tongue): É a parte que fica entre o pé e os cadarços ou velcros, tem a função de proteger o peito do pé da pressão dos cadarços, do Sol e de raspões.